# Piero Dorazio
Piero Dorazio (Rome, 29 juni 1927 - Perugia, 17 mei 2005) was een Italiaans kunstschilder die gezien wordt als de vader van de Italiaanse abstracte kunst.
Hij was lid van de in 1948 opgerichte Movimento d'Arte Concreta in Milaan.
Dorazio stierf op 77-jarige leeftijd in een ziekenhuis in Perugia als gevolg van nierproblemen die veroorzaakt werden door de suikerziekte waar hij aan leed.
- Bibliothèque nationale de France: cb12202672s (data)
- Gemeinsame Normdatei: 118526804
- International Standard Name Identifier: 0000 0001 0910 4824
- Library of Congress Control Number: n79111528
- National Gallery of Victoria: 5548
- Nationale Bibliotheek van Tsjechië: xx0324583
- Nationale Bibliotheek van Israël: 987007507797805171
- Nederlandse Thesaurus van Auteursnamen: 068547641
- RKD-Nederlands Instituut voor Kunstgeschiedenis: 23880
- Istituto Centrale per il Catalogo Unico: CFIV017671
- Système universitaire de documentation: 03065341X
- Union List of Artist Names: 500010826
- Virtual International Authority File: 66514446
- WorldCat: E39PBJmTqrGBHKwyVxkbYqCPcP